# Drymonia albifasciata
Drymonia albifasciata är en fjärilsart som beskrevs av Warnecke 1943. Drymonia albifasciata ingår i släktet Drymonia och familjen tandspinnare. Inga underarter finns listade i Catalogue of Life.